# NGC 5861
NGC 5861 este o galaxie seyfert de tip 2⁠(d) situată în constelația Balanța. A fost descoperită în 9 mai 1784 de către William Herschel. Se află la o distanță de 26,06 de megaparseci de Pământ.